# Ernst Jansen
Ernst Nicolaas Herman Jansen (* 24. Oktober 1945 in Kamperland, Niederlande; † 7. Dezember 2023 in Bad Bentheim), auch bekannt unter seinem angenommenen Namen Ernst Jansen Steur, war ein niederländischer Neurologe. Er war als Experte auf dem Gebiet der Neurologie und der Alzheimer-Forschung bekannt. Ab 2004 wurden mehrere schwerwiegende Fehldiagnosen bekannt, die zu seiner Entlassung aus mehreren Stellungen und schließlich zu einer Anklage führten.

## Laufbahn
Jansen promovierte 1994 an der Universität Maastricht über die Parkinson-Krankheit. Im Juli 2002 wurde er im niederländischen Fernsehen als Experte zum Gesundheitszustand von Prinz Claus interviewt.
Im Jahr 1990 erlitt er bei einem schweren Autounfall einen komplizierten Hüftbruch. Ab 2000 war er Midazolam-abhängig. Um dieses rezeptpflichtige Arzneimittel regelmäßig zu beschaffen, begann er, unter dem Namen von Kollegen Rezepte zu fälschen. Wie sich später herausstellte, stellte Jansen seit seiner Medikamentenabhängigkeit zahlreiche Fehldiagnosen. Um diese Diagnosen zu belegen, fälschte er Patientenformulare, vertauschte Röntgenbilder und fälschte Laborberichte. Er verschrieb Patienten unnötige, starke Medikamente und veranlasste in einigen Fällen unnötige Gehirnoperationen.
2004 wurde er vom Medisch Spectrum Twente (MST) entlassen. Er erhielt eine Abfindung in Höhe von 250.000 Euro und musste, ebenso wie seine ehemaligen Kollegen, eine Geheimhaltungserklärung unterzeichnen. Im Rahmen dieser Vereinbarung erklärte er sich bereit, sich von der niederländischen Ärzteliste streichen zu lassen, wodurch er auf das Recht verzichtete, weiter in den Niederlanden zu praktizieren. Geschädigte Patienten erhielten eine finanzielle Entschädigung, wurden aber ebenfalls zur Verschwiegenheit verpflichtet.

## Ermittlungen und Verfahren
Trotz der Vereinbarung mit Jansen beschloss der Aufsichtsrat des MST im Januar 2009, eine Untersuchung gegen Jansen einzuleiten. Diese Untersuchung wurde unter der Leitung des ehemaligen Bürgermeisters von Hengelo, Wolter Lemstra, durchgeführt.
In ihrem Bericht kam die Lemstra-Kommission zu dem Schluss, dass seitens des MST, aber auch der niederländischen Gesundheitsaufsicht Fehler gemacht worden waren. Jansen habe seit 1992 als Arzt versagt, und das MST habe jahrelang versäumt, etwas zu unternehmen.
Aufgrund dieses Berichts setzte der niederländische Gesundheitsminister Ab Klink eine weitere Untersuchungskommission zur Überprüfung der Gesundheitsaufsicht ein. Diese Kommission kam zum gleichen Ergebnis wie die Lemstra-Kommission hinsichtlich des Versagens der Gesundheitsaufsicht und stellte fest, dass diese mit Maßnahmen gegen Jansen zu lange gezögert hatte. Sie hätte demnach gegen ihn Strafanzeige erstatten müssen, statt nur eine freiwillige Rückgabe seiner ärztlichen Zulassung zu vereinbaren. Dem MST und den Ärzten, die Jansen wegen seiner Verletzung behandelt hatten, wurde mangelnde Zusammenarbeit mit der Gesundheitsaufsicht vorgeworfen. Beide behandelnden Ärzte beriefen sich auf das Arztgeheimnis. Die Gesundheitsaufsicht kam hingegen in einer internen Untersuchung zu dem Schluss, im Fall Jansen korrekt gehandelt zu haben.
Im Oktober 2009 wurde schließlich angekündigt, Jansen müsse sich vor Gericht verantworten. Eine Sonderkommission der Polizei (das „Lippstadt-Team“) hatte zu diesem Zeitpunkt 135 verschiedene Patientenbeschwerden gegen Jansen zusammengetragen. Die Anklage warf Jansen 21 Straftaten vor, darunter schwere Körperverletzung durch Fehldiagnosen an acht Patienten, die zum Selbstmord einer Patientin führten, des Weiteren Diebstahl, Unterschlagung und Betrug. Insgesamt hatten 40 Personen Strafanzeige gestellt. Mehrere Dutzend Patienten und die Familienangehörigen dreier verstorbener Patienten forderten Schmerzensgeld.
Zusätzlich wurde Jansen Wissenschaftsbetrug vorgeworfen, nachdem die Untersuchung der Lemstra-Kommission ergeben hatte, dass Jansen für einen Artikel im The Lancet Untersuchungsergebnisse verfälscht hatte.
Am 4. November 2013 wurde der Prozess gegen Jansen vor der Rechtbank Overijssel in Almelo eröffnet. Im Februar 2014 wurde er zu drei Jahren Haft ohne Bewährung verurteilt. Dieses Urteil wurde in einem Berufungsverfahren 2015 aufgehoben, weil ihm bei seinen Fehldiagnosen kein Vorsatz nachzuweisen war und eine aufgrund seiner Alkohol- und Medikamentenabhängigkeit verminderte Zurechnungsfähigkeit angenommen wurde. Der Freispruch im Berufungsverfahren wurde auch vom höchsten niederländischen Gerichtshof bestätigt. Damit endete der bis dahin größte medizinische Strafprozess der niederländischen Geschichte.

## Arbeit in Deutschland seit 2004
Nach seinem erzwungenen Abgang vom MST zog Jansen 2004 nach Deutschland und arbeitete dort für verschiedene Privatkliniken. Im Jahr 2006 erteilte die Bezirksregierung Arnsberg ihm eine deutsche Approbation. Jansen habe seine Universitätszeugnisse, ein niederländisches Führungszeugnis sowie die Bescheinigung der niederländischen Behörde vorgelegt, die dort Approbationen erteilt, erklärte ein Sprecher der Bezirksregierung später.
Bis 2009 arbeitete Jansen in der Schlossbergklinik in Bad Laasphe. Nachdem der niederländische Journalisten Rob Vorkink und Lucien Baard ihn dort aufgespürt und zu interviewen versucht hatte, wurde Jansen dort sofort entlassen. 2010 arbeitete Jansen für einige Monate in den Mittelweser-Kliniken in Nienburg/Weser, wenig später in Worms.
Von Juni 2011 bis Anfang 20213 arbeitete er in den SLK-Liniken in Heilbronn und Bad Friedrichshall.
Anfang 2013 spürte Vorkink ihn erneut im Klinikum am Gesundbrunnen in Heilbronn auf. Vorkink hatte ihn an der Stimme erkannt, obgleich Jansen abstritt, mit dem Gesuchten identisch zu sein. Jansen wurde am 5. Januar 2013 auch dort entlassen. Das Krankenhaus berief sich zunächst darauf, man habe Jansen ohne Überprüfung seiner niederländischen Zulassung beschäftigen können, da er seinen Beruf in den Niederlanden 2010 freiwillig aufgegeben habe und nicht rechtskräftig verurteilt gewesen sei, als er sich beworben habe. Zudem konnte Jansen eine gültige deutsche Approbation vorweisen. Es stellte sich jedoch heraus, dass das Krankenhaus tatsächlich über Jansens Vergangenheit informiert gewesen war. Am 6. Januar 2013 reichte eine deutsche Patientin Klage gegen Jansen ein und beschuldigte ihn, aufgrund seiner Behandlung in Heilbronn im Rollstuhl sitzen zu müssen.
Seine Approbation in Deutschland gab er später zurück.

## Name
Ernst Jansen fügte seinem Nachnamen den Zusatz Steur hinzu, den Geburtsnamen seiner Mutter. Die unterschiedliche Namensführung erschwerte Recherchen deutscher Kliniken über seinen Hintergrund in den Niederlanden.

## Tod
Ernst Jansen starb am 7. Dezember 2023 in Bad Bentheim.